# Backyard ultra
Backyard ultra — один из сверхмарафонов, основанных Гэри Кантреллом. Участники должны последовательно пробегать дистанцию 6706 метров (4,167 мили) менее чем за час. По завершении очередного круга время, оставшееся до конца часа, можно использовать по своему усмотрению, в том числе на принятие пищи, отправление естественных надобностей и/или отдых. Другого времени для этих целей не предусмотрено. Выигрывает участник, пробежавший наибольшее число полных кругов. На 2023 год рекордные достижения составляют 108 кругов для мужчин и 74 — для женщин.

## Описание
После старта участники должны пробежать 6706 метров менее чем за час. По прошествии часа дается новый старт. Забег продолжается, пока хотя бы один участник продолжает бег, укладываясь во временные рамки каждого забега.
Дистанция часового забега выбрана из расчета {\displaystyle {\tfrac {100}{24}}} мили. Таким образом общая дистанция, которую пробегает участник, завершивший 24 круга, составляет ровно 100 миль. Соревнования обычно проводятся на круге длиной 6706 метров по пересеченной местности.
Соревнования регулярно проводятся в разных странах. Особенно популярны в Скандинавских странах, Австралии, Новой Зеландии и США. Один из самых известных забегов — Big Dog’s Backyard Ultra проходит в штате Теннеси на территории фермы Гари Кантрелла. Название дано по имени бульдога Кантрелла, который любит спать рядом с местом начала/окончания дистанции.

## Рекорды
Рекордную дистанцию 119 кругов (450 миль / 724,204 км) пробежал американец Харви Льюис в октябре 2023 года. Рекорд для женщин 74 круга (308,3 мили / 496,244 км) принадлежит бегунье из США Дженнифер Руссо и был установлен в 2023 году.

## Особенности
Есть и другие проблемы, присущие гонкам, в которых нет установленной финишной черты: Гутерль чуть не опоздала на свой рейс домой в тот год, когда она выиграла, потому что она бежала 60 часов; бегуны не спят так долго, что у них начинаются галлюцинации. И как же убедить себя продолжать двигаться, когда ты физически и умственно развалина, и самое простое в мире — это остановиться? Проктор, 40-летний массажист, говорит: «Позже вам понадобится кто-то, кто скажет вам, что делать — есть это, пить это, ходить в ванную и не забывать вытирать задницу. Звучит глупо, но некоторые части вашего мозга перестают функционировать».
Есть чирлидеры — озорные фанаты, которые на каждом круге перебивают бегунов песнями, напоминающими им, насколько они слабы и как легко бросить курить.
Это драгоценное время между кругами, которое варьируется от нескольких секунд для самых медленных бегунов до 20 минут для самых быстрых, — это их единственный шанс заснуть.
«Бежать — это самое легкое, а спать — самое сложное», — говорит Стин. «Я разговариваю с людьми на линии. Я не говорю между циклами. Это мое время — вы должны считать каждую минуту».
Даже несколько раз вздремнув, Стин не мог избавиться от галлюцинаций — деревья и кусты принимали форму динозавров и гигантов, — а Гутерль видела отрубленные головы и слышала рычание в лесу.
Призом за победу раньше был военный жетон. Теперь это золотая монета. И объятия от Кантрелла, если повезет.
Успех Big’s привел к проведению почти 200 санкционированных гонок в 43 странах, а некоторым победителям были гарантированы «золотые билеты» на главное событие.